# Долна Дакия
Долна Дакия (на латински: Dacia Inferior, Dacia Malvensis) е римска провинция от 117 г.

## История
През 167 г. е част от образувата нова провинция Tres Daciae, която се състои от
Горна Дакия (Dacia Superior; Dacia Apulensis) и Dacia Porolissensis.
Главен град на привинцията е Ромула Малва.

## Градове на провинцията
- Buridava
- Drobeta
- Пелендава
- Romula, Malva
- Rusidava
- Сукидава